# Castillo de Talamanca
El castillo de Talamanca es un antiguo castillo románico situado en Talamanca (Bages). En el siglo XVIII fue desmantelado y convertido en una casona fortificada.
Es mencionado por primera vez el año 967, y actualmente queda un trozo de torre redonda con almenas, restaurada y modificada, y restos de muros de defensa que rodean el edificio principal, reconstruido tras ser destruido en el siglo XVIII a consecuencia de las represalias de Felipe V contra los que participaron en la Guerra de Sucesión.

## Historia
En el testamento sacramental del año 1086 de Ramón Folc, vizconde de Cardona, aparece el castillo de Talamancha como propiedad familiar.
En el siglo XII ya consta en varios documentos la existencia de la familia Talamanca. Parece que un tal Guillermo de Talamanca se casó con Dulce de Santa Coloma, insertándose así este último apellido. En 1288, Berenguer de Talamanca era el señor. En los años que van de 1365 a 1370 aparece el Castillo de Talamancha, de Ramón de Talamanca, XXX fuegos. En esta época entró en su patrimonio el castillo y la baronía de Calders.
En 1406 Andrea de Talamanca se casó con Joan Aymerich. En el mismo siglo se introduce también por boda el apellido de Planella, familia que tenía los señoríos del Castellnou de Moyá y Granera. En 1668 María Francisca se casó con Juan de Amat y Despalau, señor de Castellbell. Del matrimonio nació el hijo que se convirtió en el primer marqués de Castellbell, señor, entre otras, de las baronías de Calders, Granera y Talamanca y del castillo fronterizo del Castellnou de la Plana, en Moyá.
En 1714 las tropas austracistas del ejército catalán del interior, capitaneadas por el Marqués de Poal, usaron en varias ocasiones el castillo como base de operaciones. El castillo fue desmantelado casi por completo, en cumplimiento de las órdenes de derribo contra todos los castillos y casas fuertes catalanas dictadas por Felipe V como represalia por la Guerra de Sucesión. Fue reconstruido en parte más tarde, aunque sus piedras sirvieron para edificar la casa conocida como El castillo o El castillo del Marqués (por alusión a la familia marquesal de los Castellbell), y sirvió de granja para el cultivo de las tierras del castillo.